# Liste der Baudenkmäler in Katernberg (Essen)
Die Liste der Baudenkmäler in Katernberg (Essen) enthält die denkmalgeschützten Bauwerke auf dem Gebiet von Essen-Katernberg, Stadtbezirk VI, in Nordrhein-Westfalen (Stand: Oktober 2018). Diese Baudenkmäler sind in der Denkmalliste der Stadt Essen eingetragen; Grundlage für die Aufnahme ist das Denkmalschutzgesetz Nordrhein-Westfalen (DSchG NRW).

| Bild                                                                         | Bezeichnung                                                                  | Lage                                                                             | Beschreibung | Bauzeit                | Eingetragen seit  | Denkmal- nummer |
| ---------------------------------------------------------------------------- | ---------------------------------------------------------------------------- | -------------------------------------------------------------------------------- | --- | ---------------------- | ----------------- | --------------- |
| ehem. Bergschule                                                             | ehem. Bergschule                                                             | Auf der Reihe 100a/b Karte                                                       | | 1903                   | 14. März 1991     | 662             |
| St. Albertus Magnus                                                          | St. Albertus Magnus                                                          | Bonnekampstr. 53 Karte                                                           | | 1983-1986              | 21. Februar 2024  | 999             |
| ehem. Dortmannhof                                                            | ehem. Dortmannhof                                                            | Dortmannhof 12a Karte                                                            | | 16. Jahrhundert        | 10. Juli 1986     | 123             |
| weitere Bilder                                                               | Kolonie Zollverein III (Schlägel & Eisen)                                    | Eisenstraße / Schlägelstraße / Ückendorfer Straße Karte                          | jüngste Zechenkolonie in Essen-Katernberg | 1883                   | 22. November 2001 | 918             |
| Wohnhaus (Halbvilla)                                                         | Wohnhaus (Halbvilla)                                                         | Gelsenkirchener Straße 300 Karte                                                 | | um 1880                | 14. März 1991     | 663             |
| Wohnhaus                                                                     | Wohnhaus                                                                     | Haldenstraße 50 Karte                                                            | | 1880–1890              | 14. November 1991 | 728             |
| ehem. Mädchenschule                                                          | ehem. Mädchenschule                                                          | Haldenstraße 54 Karte                                                            | | 1895                   | 14. November 1991 | 729             |
| Wohnhaus                                                                     | Wohnhaus                                                                     | Haldenstraße 56 Karte                                                            | | nach 1870              | 14. November 1991 | 730             |
| Jugendhalle                                                                  | Jugendhalle                                                                  | Hanielstraße 12 Karte                                                            | | um 1900                | 14. März 1991     | 664             |
| Wohnhaus                                                                     | Wohnhaus                                                                     | Hanielstraße 34 Karte                                                            | | um 1900                | 14. März 1991     | 665             |
| Wohnhaus                                                                     | Wohnhaus                                                                     | Hanielstraße 37 Karte                                                            | | um 1900                | 14. März 1991     | 666             |
| Zollvereinschule                                                             | Zollvereinschule                                                             | Heinrich-Lersch-Straße 40 Karte                                                  | | um 1910                | 14. März 1991     | 667             |
| weitere Bilder                                                               | katholische Kirche St. Joseph                                                | Joseph-Schüller-Platz Karte                                                      | Grundsteinlegung 29. Juni 1880, Segnung 22. Dezember 1881, westliches Joch und Turm 1888–1889 ergänzt; heute Gemeindekirche | 1880–1881              | 14. März 1991     | 668             |
| weitere Bilder                                                               | Evangelische Kirche Katernberg                                               | Katernberger Markt 12 Karte                                                      | auch Bergmannsdom genannt; letzte komplett erhaltene Gusseisensäulen-Kirche Essens; Grundsteinlegung 13. Mai 1900; eingeweiht am 29. September 1901; Architekt: Carl Nordmann                                                                               | 1900–1901              | 14. März 1991     | 669             |
| Backsteingebäude                                                             | Backsteingebäude                                                             | Katernberger Straße 38 Karte                                                     | | um 1890                | 22. April 1988    | 333             |
| weitere Bilder                                                               | Kolonie Ottekampshof                                                         | Katernberger Straße 138–144, 146–152 Karte                                       | Zechenkolonie | 1893–1898              | 12. November 1992 | 912             |
| weitere Bilder                                                               | Kolonie Hegemannshof                                                         | Meerbruchstraße 1-100a Karte                                                     | erste Zechenkolonie in Essen-Katernberg | 1890–1895              | 10. Februar 2000  | 704             |
| ehem. katholische Heilig-Geist-Kirche mit Gemeindezentrum und Gemeindebauten | ehem. katholische Heilig-Geist-Kirche mit Gemeindezentrum und Gemeindebauten | Meybuschhof 9–15, Schonnebeckhöfe 200–202 Karte                                  | Erster Spatenstich 11. Dezember 1955, Grundsteinlegung 10. Juni 1956, Konsekration durch Bischof Franz Hengsbach am 31. August 1958, Architekt Gottfried Böhm; 2020 außer Dienst gestellt; 2024 profaniert; heute Kunstraum des UNESCO-Welterbes Zollverein | 1955–1957              | 7. Februar 2019   | 979             |
| weitere Bilder                                                               | Pestalozzidorf „Im Grund“                                                    | Pestalozziweg / Im Grund Karte                                                   | Wohnsiedlung für Jugendliche, die nach den Grundsätzen des Pädagogen Johann Heinrich Pestalozzi errichtet wurde | 1953–1955              | 22. November 2001 | 919             |
| Wohnhaus                                                                     | Wohnhaus                                                                     | Röckenstraße 15 Karte                                                            | Wohnhaus mit Inschrift aus der Zeit der Weimarer Republik: Wählt Thälmann | Anfang 20. Jahrhundert | 30. November 2001 | 920             |
| Marienhaus                                                                   | Marienhaus                                                                   | Termeerhöfe 5 Karte                                                              | | Ende 19. Jahrhundert   | 14. Mai 1987      | 205             |
| Heiligenhäuschen, katholischer Friedhof                                      | Heiligenhäuschen, katholischer Friedhof                                      | Viktoriastraße (neben Nr. 107, gegenüber Nr. 74 (mittig auf dem Friedhof)) Karte | | Ende 19. Jahrhundert   | 14. März 1991     | 670             |
| ehem. Pfarrhaus                                                              | ehem. Pfarrhaus                                                              | Viktoriastraße 33 Karte                                                          | | 1910–1911              | 14. November 1991 | 731             |